# Leudefredo (duque de Quildeberto)
Leudefredo (em latim: Leudefredus) foi um franco do século VI, ativo durante o reinado de Quildeberto II (r. 570–595). Era um dos 20 duques enviados por Quildeberto em 590 para ajudar os romanos na Itália contra os lombardos. Ele, Raudingo e Olfigando foram enviados por Heno ao exarca Romano (r. 589–596). Leudefredo foi estilizado como "homem magnífico, duque" por Romano. Ele não deve ser confundido com o alamano homônimo.